# Artemisiobia globosa
Artemisiobia globosa är en tvåvingeart som beskrevs av Nikolai Vasilevich Kovalev 1967. Artemisiobia globosa ingår i släktet Artemisiobia och familjen gallmyggor. Inga underarter finns listade i Catalogue of Life.